# Nitrapirina
Nitrapirina é um composto orgânico com a fórmula ClC5H3NCCl3. É largamente usado como um inibidor de nitrificação em agricultura, assim como um bactericida para solos e nessa aplicação tem estado em uso desde 1974. Nitrapirina foi posta à revisão por parte da EPA e considerada segura para uso em 2005. Dado que a nitrapirina é um inibidor de nitrificação eficaz para as bactérias nitrosomonas que tem sido mostradas como reduzindo drasticamente as emissões de NO2 do solo. Nitrapirina é um sólido cristalino branco com um odor doce e é frequentemente misturado com amoníaco anidro durante a aplicação.